# Khaled El-Anany
Khaled El-Anany es un egiptólogo, actual ministro de Turismo y Antigüedades de Egipto, designado desde el 23 de marzo de 2016 tras una remodelación del gobierno del primer ministro Sherif Ismail.
En 2001, completó su doctorado en Egiptología en la Universidad de Montpellier en Francia, destacando en la onomástica de la realeza egipcia. Después comenzó un grado universitario en la Facultad de Turismo y Administración de Hoteles en la Universidad de Helwan.
Fue el director general del Museo Nacional de la Civilización Egipcia (NMEC) en octubre de 2014. También estuvo encargado de supervisar el Gran Museo Egipcio en 2015. 
En octubre de 2015, el gobierno francés le condecoró caballero de la Orden de las Artes y las Letras por sus logros en estudios arqueológicos, sus esfuerzos por preservar el patrimonio egipcio y por la cooperación mantenida entre Francia y Egipto en el campo de la arqueología.
El-Anany fue director del Open Learning Centre, líder del departamento de Guía Turística, vicedecano de Educación y Asuntos Estudiantiles y catedrático de Egiptología.
También es miembro del Instituto Francés de Arqueología Oriental en El Cairo (IFAO). Ha dado clases en Francia y Suiza.

## Ministro de Antigüedades (2016)
El-Anany fue designado ministro de Antigüedades el 23 de marzo de 2016. Desea continuar con el legado de sus antecesores en el ministerio. Algunos de sus objetivos son ayudar a jóvenes arqueólogos egipcios a desarrollar sus habilidades, incluso enviándolos a estudiar al extranjero, y abrir parcialmente el Museo Nacional de Civilización Egipcia (NMEC) en 2016, que finalmente abrió un año después.